# بریم (ویرجینیای غربی)
بریم (به انگلیسی: Bream) یک منطقهٔ مسکونی در ایالات متحده آمریکا است که در شهرستان کاناوا، ویرجینیای غربی واقع شده‌است.